# Sándor Nyíri

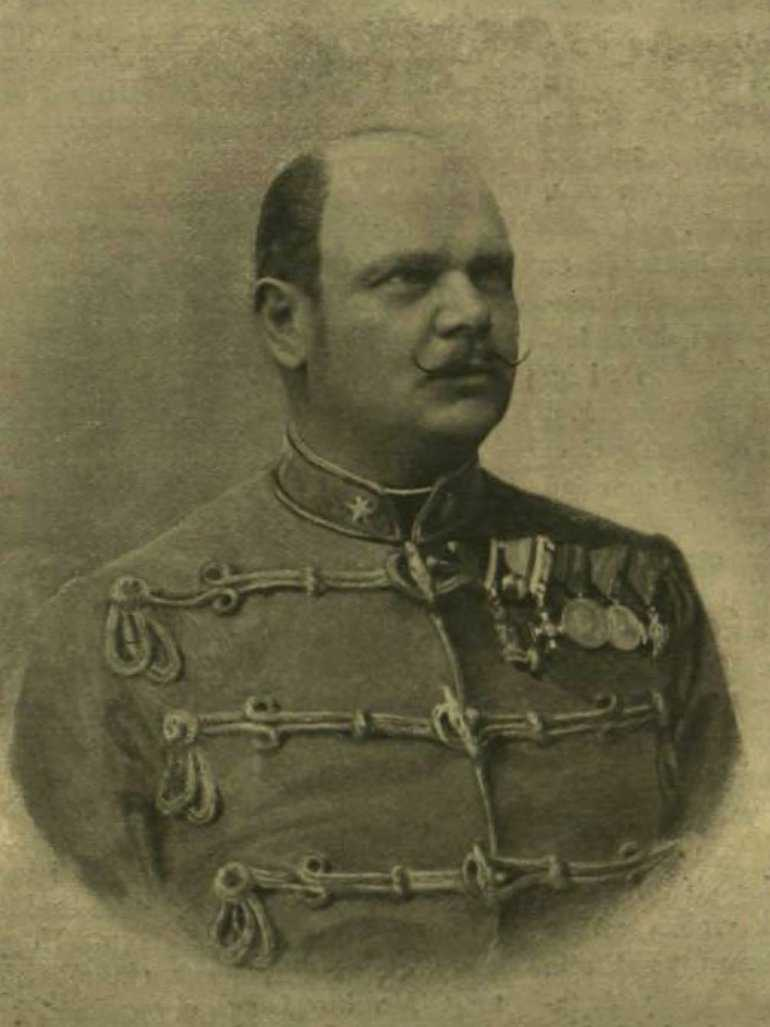
Sándor Nyíri (1911)

Sándor Nyíri von Székely (auch Nyiri; * 17. November 1854 in Székely, Komitat Szabolcs; † 5. Mai 1911 in Wien) war ein ungarischer Feldmarschallleutnant, Politiker und k.u. Landesverteidigungsminister.

## Leben
Nyíri begann seinen Militärdienst 1874 und war von 1881 bis 1887 beim Generalstab, sowie ab 1891 beim k.u.k. Kriegsministerium angestellt. 1899 wurde er Kommandant der Ludovika-Akademie und war im Kabinett von István Tisza von 3. November 1903 bis 18. Juni 1905 k.u. Landesverteidigungsminister. Bei den Wahlen 1905 wurde er als Mitglied der Liberalen Partei (Szabadelvű Párt) zum Reichstagsabgeordneten des II. Budapester Bezirks gewählt. Inmitten der Ungarischen Krise ließ er am 19. Februar 1906 auf Befehl von König Franz Joseph I. und Ministerpräsident Géza Fejérváry das Parlamentsgebäude umstellen. Anschließend wurde der Reichstag aufgelöst. Ab 1910 diente er als Gardeoberleutnant und Gardehauskommandant in der Königlich ungarischen Leibgarde in Wien.